# Czerwieńsk (gemeente)
De gemeente Czerwieńsk is een stad- en landgemeente in het Poolse woiwodschap Lubusz, in powiat Zielonogórski.
De zetel van de gemeente is in Czerwieńsk.

## Oppervlakte gegevens
In 2002 bedroeg de totale oppervlakte van gemeente Czerwieńsk 195,93 km², waarvan:
- agrarisch gebied: 35%
- bossen: 51%

De gemeente beslaat 12,47% van de totale oppervlakte van de powiat.

## Demografie
Stand op 30 juni 2004:
| Omschrijving                   | Totaal | Totaal | Vrouwen | Vrouwen | Mannen | Mannen |
| ------------------------------ | ------ | ------ | ------- | ------- | ------ | ------ |
| eenheid                        | aantal | %      | aantal  | %       | aantal | %      |
| inwoners                       | 9469   | 100    | 4801    | 50,7    | 4668   | 49,3   |
| bevolkingsdichtheid (inw./km²) | 48,3   | 48,3   | 24,5    | 24,5    | 23,8   | 23,8   |

In 2002 bedroeg het gemiddelde inkomen per inwoner 1228,69 zł.

## Administratieve plaatsen (sołectwo)
Będów, Bródki, Dobrzęcin, Laski, Leśniów Mały, Leśniów Wielki, Nietkowice, Nietków, Płoty, Sycowice, Sudoł, Wysokie, Zagórze.

## Aangrenzende gemeenten
Bytnica, Dąbie, Skąpe, Sulechów, Świdnica, Zielona Góra